# Arcane
Arcane es una serie de televisión por internet animada franco-estadounidense de aventuras y drama ambientada en el universo de League of Legends. La serie fue anunciada durante las celebraciones del décimo aniversario del videojuego. Fue desarrollada y producida internamente y con financiación independiente, por Riot Games, con servicios de animación del estudio francés Fortiche Production, el cual ya había producido una animación de aspecto similar para League of Legends. Originalmente programada para un lanzamiento en 2020, la serie se reprogramó para un lanzamiento en 2021 debido a la pandemia de COVID-19. La serie se estrenó finalmente a nivel mundial el 6 de noviembre de 2021 tanto en la plataforma de vídeo de Netflix como en Tencent Video en China, cuya empresa matriz, Tencent, es propietaria del propio videojuego así como de su fabricante, Riot Games. La serie no lanzó sus temporadas completas de golpe, sino que fueron divididas cada una en tres "actos" de 3 episodios cada uno, lanzados durante 3 semanas consecutivas, el 6, 13 y 20 de noviembre de 2021, para la primera temporada, y el 9, 16 y 23 de noviembre de 2024, para la segunda temporada.
Ambientada en el pasado, vuelve a contar las historias de origen de varios personajes de Piltover y Zaun. Al igual que el juego en el que se basa, Arcane está dirigido a una audiencia de "16+" y trata temas más adultos como desigualdad, culpa, corrupción, dilemas y más.
En septiembre de 2021, se anunció que Hailee Steinfeld, Ella Purnell, Kevin Alejandro, Katie Leung, Jason Spisak, Toks Olagundoye, JB Blanc y Harry Lloyd se habían unido al elenco de voces. La dirección de la producción corrió a cargo principalmente de Arnaud Delord y Pascal Charrue, quien se desenvolvía en este papel por primera vez, pues nunca había ejercido como director.
En enero de 2024 se anunció la segunda temporada que sería transmitida en noviembre de ese año por Netflix. El 7 de agosto de 2024, se filtraron los primeros episodios de la temporada en internet debido a un hackeo a los servidores de Netflix.
La serie ha recibido críticas positivas, siendo elogiada por la crítica por su animación, actuaciones de voz, tono, guion, trama y construcción de mundo. Debido al éxito de la serie, se han confirmado series derivadas, expandiendo el universo de Arcane.

## Sinopsis
La historia de Arcane se desarrolla en las ciudades de Piltover y Zaun, ubicadas en el mundo de Runeterra. Piltover es una ciudad próspera, conocida por su academia y avances científicos, mientras que Zaun, su contraparte subterránea, está marcada por la pobreza, la criminalidad y la contaminación química, operando sin ninguna autoridad central. Las tensiones y rivalidades entre Piltover y Zaun dividen familias y amigos. Vi y Powder, dos hermanas de Zaun, y Jayce y Viktor, dos amigos inventores bajo la tutela del legendario científico Heimerdinger, son algunos de los personajes cuyas relaciones se ven afectadas. La creación de Hextech en Piltover, una tecnología que permite a cualquiera controlar la energía mágica, exacerba estas tensiones. Mientras tanto, en Zaun, una nueva droga transforma a los humanos en monstruos, intensificando aún más el conflicto entre las dos ciudades.

## Personajes
- Powder / Jinx: Una niña huérfana que vaga por los suburbios de Zaun junto a su hermana mayor, Vi y bajo la tutela de Vander, su padre adoptivo. Se caracteriza por su actitud errática, inestable e impulsiva; esto debido a distintos traumas que sufrió en el pasado, especialmente desde la muerte de Vander, Mylo y Claggor, que esta provocó accidentalmente con uno de sus explosivos. Pero lo que la catapultó a la soledad y la locura fue principalmente el abandono de su hermana Vi desde aquel incidente, lo que a su vez provocó que Jinx tuviera un fuerte resentimiento por su hermana a raíz de ello, pero también es una muy creativa y explosiva inventora.

- Vi / Violet: Una adolescente huérfana que vaga por los suburbios de Zaun junto a su hermana pequeña, Powder y bajo la tutela de Vander, su padre adoptivo. Es una experta del combate cuerpo a cuerpo, de sangre caliente y poca paciencia, aunque toda una líder. Sin embargo, desde el incidente que le costó la vida a Vander, Mylo y Claggor, provocado de forma accidental por su hermana Powder, se enfadó con ella hasta el punto de decirle que se largara de su vista y que no volviera nunca más a verla. Sin embargo, tan pronto como le dijo todo esto y se alejó de ella llorando, Vi se arrepintió de todo lo que dijo y trató de disculparse con su hermana, pero en ese momento Powder cayó bajo la tutela de Silco y trató de rescatarla. Desafortunadamente acabó siendo atrapada por Marcus, un agente de la policía de Piltover que en ese entonces era un novato, que la arrestó bajo el pretexto de salvarla de una muerte segura si trataba de rescatar a Powder de Silco y es llevada a prisión. Unos años más tarde, Vi, ahora algo más madura, sería liberada de la cárcel de Piltover por una joven oficial de policía llamada Caitlyn para ayudarla en su investigación sobre los atentados provocados por Jinx y Silco. Además de ello, Vi trata de encontrarse con su hermana una vez más para reconciliarse con ella por todo lo que le dijo en el pasado.

- Vander / Warwick: El padre adoptivo de Powder y Vi, además de otros dos chicos, Mylo y Claggor. Es una de las personalidades más importantes de Zaun, debido a su pasado y el respeto que ha conseguido, además de ser propietario del bar "La última gota". Silco y él eran viejos amigos, pero Vander lo traicionó.

- Silco: El líder criminal del bajo mundo de Zaun, temido por todos en la ciudad y con la misión de experimentar con una droga morada nueva, llamada shimmer, que convierte a las personas en monstruos más fuertes aunque pierden completamente la cabeza. Él y Vander tienen cuentas pendientes.
- Ekko: Un joven genio inventor amigo de Powder. Fue adoptado por un viejo amigo de Vander llamado Benzo y trabaja en su local.
- Jayce: Uno de los inventores más prometedores de Piltover, el cual pretende utilizar la magia que le salvó la vida cuando era pequeño para llevar a su ciudad a nuevos horizontes. Él, de la mano de su amigo Viktor, tratará de crear una tecnología que lo haga posible. Es el alumno protegido de Heimerdinger.
- Viktor: La mano derecha y ayudante de Heimerdinger. Al igual que su amigo Jayce, quiere usar la tecnología Hextech para ayudar a los más necesitados y crear nuevas tecnologías en pro del progreso de Piltover.
- Mel: Una de los miembros del consejo de la ciudad de Piltover. Es la primera en interesarse en financiar los proyectos de Jayce, por la creación de Hextech. Unos años antes de los acontecimientos de la serie, Mel terminó siendo desterrada de su antiguo hogar en Noxus por su propia madre, debido a sus ideales de compasión y de debilidad, lo cual va en contra de las costumbres de los habitantes de Noxus y finalmente esta consiguió tener éxito en la ciudad de Piltover, convirtiéndose en la persona más adinerada de la ciudad.
- Heimerdinger: Un legendario científico e inventor, fundador de la ciudad de Piltover. Es un yordle, una raza de criaturas milenarias. Tiene a Jayce y a Viktor como sus alumnos, además de formar parte del consejo de la ciudad del progreso.
- Caitlyn: Descendiente de una de las familias nobles de Piltover. Actualmente trabaja para el departamento de policía de Piltover y es una experta con el rifle de francotirador y una detective implacable. Hace alianza con Vi en un intento de desenmascarar un caso de corrupción relacionado con Silco y, de paso, arrestar a Jinx por todos los constantes atentados que esta provoca.
- Marcus: Un oficial de la policía paramilitar de Piltover, el cual desea escalar en la cadena de mando a cualquier precio.

- Singed: Un alquimista de Zaun con un intelecto inigualable que ha dedicado su vida a superar los límites del conocimiento sin importar el costo, incluso si este es su propia cordura.

### Reparto
| Personaje        | Voz original              | Doblaje España              | Doblaje Hispanoamericano          | Doblaje Japón      |
| ---------------- | ------------------------- | --------------------------- | --------------------------------- | ------------------ |
| Violet "Vi"      | Hailee Steinfeld          | Adelaida López              | Romina Marroquín                  | Yū Kobayashi       |
| Powder/Jinx      | Mia Sinclair Jeness (1-3) | Paula Coria (1-3)           | Susana Moreno (1-3)               | Sumire Uesaka      |
| Powder/Jinx      | Ella Purnell (4-18)       | Isatxa Mengíbar (4-18)      | Karla Falcón (4-18)               | Sumire Uesaka      |
| Powder/Jinx      | Mia Sinclair Jenness (16) | Alba Luque (16)             | Karla Falcón (4-18)               | Sumire Uesaka      |
| Jayce Tails      | Kevin Alejandro           | Michel Tejerina             | Miguel de León                    | Yū Miyazaki        |
| Caitlyn Kiraman  | Molly Harris (2)          | Cristina Yuste (2)          | Karina Altamirani                 | Yuko Kaida         |
| Caitlyn Kiraman  | Kaitie Leung (4-18)       | Blanca "Neri" Hualde (4-18) | Karina Altamirani                 | Yuko Kaida         |
| Vander           | J.B. Blanc                | Juan Antonio Arroyo         | Dafnis Fernández                  | Hayato Fujii       |
| Silco            | Jason Spisak              | Iván Muelas                 | Nicolás Frías                     | Setsuji Satō       |
| Heimendinger     | Mick Wingert              | César Díaz Capella          | José Luís Orozco                  | Natsuki Hanae      |
| Mel Medarda      | Toks Olagundoye           | Yolanda Mateos              | Adriana Núñez                     | Akiha Matsui       |
| Marcus           | Remy Hii                  | Juan Sainz de la Maza       | Eduardo Garza                     | Genta Nakamura     |
| Víktor           | Harry Lloyd               | Rafa Romero                 | Igor Cruz                         | Ryo Shimokawa      |
| Sevika           | Amirah Vann               | Gemma Martín                | Kerygma Flores                    |                    |
| Ekko             | Moles Brown (1-3)         | Jon Samaniego               | José Antonio Toledano (1-3; 7-18) | Tasuku Hatanaka    |
| Ekko             | Reed Shannon (4-18)       | Jon Samaniego               | Roberto Cuevas (4-6)              | Tasuku Hatanaka    |
| Singed           | Brett Tucker              | Juan Antonio Arroyo         | Roberto Mendiola                  | Yutaka Aoyama      |
| Isha             | Lucy Lowe                 | Lucía San Román             | Maiia Becerril                    |                    |
| Maddie Nolan     | Katie Nolen               | Jara Luna                   | Ximena de Anda                    |                    |
| Loris            | Earl Bylon                | Alejandro (Peyo) García     | Gerardo Vásquez                   |                    |
| Mylo             | Yuri Lowenthal            | Carlos Bautista             | Emilio Treviño                    | Ayumu Murase       |
| Claggor          | Roger Craig Smith         | Cristian Pinilla            | Jared Mendoza                     | Shinnosuke Musashi |
| Ambessa Medarda  | Ellen Thomas              | Olga Cano                   | Yolanda Vidal                     |                    |
| Rictus           | Stewart Scudamore         | Gabriel Jiménez             | Erick Selim                       |                    |
| Deckard          | Josh Keaton               | Álvaro Ramos Toajas         | Diego Becerril                    | Taku Yashiro       |
| Enforcer Grayson | Shohreh Aghdashloo        | Yolanda Pérez Segoviano     | Rossy Aguirre                     | Atsuko Sakuraoka   |

## Capítulos
| Temporada | Temporada | Capítulos | Fecha de estreno       | Fecha de estreno        | Fecha de estreno        |
| Temporada | Temporada | Capítulos | Acto 1                 | Acto 2                  | Acto 3                  |
| --------- | --------- | --------- | ---------------------- | ----------------------- | ----------------------- |
|           | 1         | 9         | 6 de noviembre de 2021 | 13 de noviembre de 2021 | 20 de noviembre de 2021 |
|           | 2         | 9         | 9 de noviembre de 2024 | 16 de noviembre de 2024 | 23 de noviembre de 2024 |

### 1.ª temporada (2021)
| N.º (serie) | N.º (temp.) | Capítulo | Dirigido por                   | Escrito por                    | Fecha de estreno        |
| Acto 1      | Acto 1      | Acto 1 | Acto 1                         | Acto 1                         | Acto 1                  |
| ----------- | ----------- | --- | ------------------------------ | ------------------------------ | ----------------------- |
| 1           | 1           | Welcome to the Playground Bienvenidos al Terreno de Juego (ES) ¡Bienvenidos! (Hispanoamérica)                                                            | Pascal Charrue y Arnaud Delord | Christian Linke y Alex Yee     | 6 de noviembre de 2021  |
| 2           | 2           | Some Mysteries are Better Left Unsolved Algunos Misterios es Mejor no Resolverlos (ES) Algunos Misterios Están Mejor sin Resolver (Hispanoamérica)       | Pascal Charrue y Arnaud Delord | Nick Luddington                | 6 de noviembre de 2021  |
| 3           | 3           | The Base Violence Necessary for Change La Violencia Mínima Necesaria Para el Cambio (ES) La Violencia Bruta es Necesaria Para el Cambio (Hispanoamérica) | Pascal Charrue y Arnaud Delord | Ash Brannon                    | 6 de noviembre de 2021  |
| Acto 2      |             | |                                |                                |                         |
| 4           | 4           | Happy Progress Day! ¡Feliz Día del Progreso! (ES/Hispanoamérica)                                                                                         | Pascal Charrue y Arnaud Delord | David Dunne                    | 13 de noviembre de 2021 |
| 5           | 5           | Everybody Wants to be my Enemy Todos Quieren ser mis Enemigos (ES/Hispanoamérica)                                                                        | Pascal Charrue y Arnaud Delord | Amanda Overton                 | 13 de noviembre de 2021 |
| 6           | 6           | When These Walls Come Tumbling Down Cuando Estas Paredes se Derrumben (ES/Hispanoamérica)                                                                | Pascal Charrue y Arnaud Delord | Alex Yee                       | 13 de noviembre de 2021 |
| Acto 3      |             | |                                |                                |                         |
| 7           | 7           | The Boy Savior El Pequeño Salvador (ES/Hispanoamérica)                                                                                                   | Pascal Charrue y Arnaud Delord | Nick Luddington                | 20 de noviembre de 2021 |
| 8           | 8           | Oil and Water Aceite y Agua (ES/Hispanoamérica) | Pascal Charrue y Arnaud Delord | Ben St. John y Mollie St. John | 20 de noviembre de 2021 |
| 9           | 9           | The Monster you Created El Monstruo que Creaste (ES/Hispanoamérica)                                                                                      | Pascal Charrue y Arnaud Delord | Christian Linke y Alex Yee     | 20 de noviembre de 2021 |

### 2.ª temporada (2024)
| N.º (serie) | N.º (temp.) | Capítulo | Dirigido por                                       | Escrito por                                 | Fecha de estreno        |
| Acto 1      | Acto 1      | Acto 1 | Acto 1                                             | Acto 1                                      | Acto 1                  |
| ----------- | ----------- | --- | -------------------------------------------------- | ------------------------------------------- | ----------------------- |
| 10          | 1           | Heavy is the Crown El Peso de la Corona (ES) El Peso del Liderazgo (Hispanoamérica)                                            | Pascal Charrue, Arnaud Delord y Etienne Mattera    | Christian Linke, Alex Yee y Amanda Overton  | 9 de noviembre de 2024  |
| 11          | 2           | Watch it all Burn Ver Como Todo Arde (ES) Ver Como se Quema Todo (Hispanoamérica)                                              | Pascal Charrue, Arnaud Delord y Barth Maunoury     | Christian Linke, Alex Yee y Nick Luddington | 9 de noviembre de 2024  |
| 12          | 3           | Finally got the Name Right Por fin te Aprendes mi Nombre (ES) Por fin Pudiste Pronunciar mi Nombre (Hispanoamérica)            | Pascal Charrue, Arnaud Delord y Christelle Abgrall | Christian Linke y Alex Yee                  | 9 de noviembre de 2024  |
| Acto 2      |             | |                                                    |                                             |                         |
| 13          | 4           | Paint the Town Blue Pintad la Ciudad de Azul (ES) Pintemos la Ciudad de Azul (Hispanoamérica)                                  | Pascal Charrue, Arnaud Delord y Barth Maunory      | Christian Linke y Alex Yee                  | 16 de noviembre de 2024 |
| 14          | 5           | Blisters and Bedrock Ampollas y Rocas (ES) Ampollas y Cimientos (Hispanoamérica)                                               | Pascal Charrue, Arnaud Delord y Barth Maunory      | Christian Linke y Alex Yee                  | 16 de noviembre de 2024 |
| 15          | 6           | The Message Hidden Within the Pattern El Mensaje Oculto Dentro del Patrón (ES) El Mensaje Oculto en el Patrón (Hispanoamérica) | Pascal Charrue, Arnaud Delord y Barth Maunory      | Christian Linke y Alex Yee                  | 16 de noviembre de 2024 |
| Acto 3      |             | |                                                    |                                             |                         |
| 16          | 7           | Pretend Like it's the First Time Finjamos que es la Primera Vez (ES/Hispanoamérica)                                            | Pascal Charrue, Arnaud Delord y Barth Maunory      | Christian Linke, Alex Yee y Amanda Overton  | 23 de noviembre de 2024 |
| 17          | 8           | Killing is a Cycle Matar es un Ciclo (ES/Hispanoamérica)                                                                       | Pascal Charrue, Arnaud Delord y Barth Maunory      | Christian Linke, Alex Yee y Amanda Overton  | 23 de noviembre de 2024 |
| 18          | 9           | The Dirt Under Your Nails La Suciedad Bajo tus Uñas (ES) La Mugre Bajo tus Uñas (Hispanoamérica)                               | Pascal Charrue, Arnaud Delord y Barth Maunory      | Christian Linke y Alex Yee                  | 23 de noviembre de 2024 |

## Producción
El CEO de Riot Games, Nicolo Laurent, dijo que tomó seis años hacer la primera temporada de Arcane.
Arcane se anunció por primera vez en la celebración del décimo aniversario de League of Legends en 2019, y está ambientado en el universo ficticio de League of Legends de Riot Games.
El 20 de noviembre de 2021, después de la conclusión de la primera temporada de Arcane, Riot Games y Netflix anunciaron que se estaba produciendo una segunda temporada para un lanzamiento posterior a 2022. En junio de 2024, se anunció que la temporada dos sería la última de la serie; la temporada comenzó a estrenar episodios el 9 de noviembre de 2024 y concluyó junto con la serie el 23 de noviembre. Se informa que el presupuesto combinado para ambas temporadas fue de 250 millones de dólares estadounidenses.

### Estilo
La serie fue reconocida por su marcado estilo, pues durante toda la producción, el uso de la puesta en escena y el lenguaje audiovisual ayuda a prefigurar los comportamientos de los personajes así como ahonda en la psicología de estos. A través del análisis de elementos cinematográficos así como la puesta en escena, la música de fondo, la iluminación y los detalles que observamos en cada plano, se brindan observaciones y análisis de cómo la película utiliza un lenguaje audiovisual adecuado para presagiar las acciones y situaciones de diferentes personajes más adelante en la historia. Los episodios también presentan una clara estética que nos muestra una combinación entre steampunk y ciberpunk.

## Transmisión

### Marketing
Riot Games promocionó el lanzamiento de Arcane a través de eventos en sus propios juegos, incluyendo League of Legends, Legends of Runeterra, Teamfight Tactics, League of Legends: Wild Rift, y Valorant como "RiotX Arcane". También lanzaron campañas promocionales colaborando con juegos externos como PUBG Mobile, Fortnite, y Among Us.
El 6 de noviembre de 2021, para el estreno mundial, Riot Games transmitió el primer episodio en Twitch. A algunos creadores de contenido se les permitió transmitir conjuntamente los primeros tres episodios de la serie una vez que recibieron el permiso de Riot Games, la primera vez para una serie de Netflix, que también permitió a los espectadores recibir recompensas en el juego durante el estreno.
El 21 de noviembre, Netflix y Riot Games se asociaron con Secret Cinema para llevar a los jugadores directamente al mundo de Arcane con una experiencia en persona en Los Ángeles, California. La experiencia estaba "equipada con historias de fondo y misiones secundarias, la línea entre los actores y la audiencia se vuelve realmente borrosa a medida que los jugadores exploran el inframundo oscuro y peligroso y se encuentran con sus habitantes: lo extraño, lo siniestro y, a veces, incluso lo amistoso".

### Lanzamiento
Originalmente programado para un lanzamiento en 2020, el programa fue reprogramado para un lanzamiento en 2021 debido a la pandemia de COVID-19. La serie estaba programada para un lanzamiento simultáneo el 6 de noviembre de 2021 en Netflix y Tencent Video de China, con sus nueve episodios siendo divididos en tres actos de tres capítulos cada uno, que se lanzarían una vez por semana durante tres semanas. El mismo formato de estreno se utilizó para la segunda y última temporada.

### Filtraciones
El 9 de agosto de 2024, Netflix declaró que uno de sus proveedores de posproducción había sido comprometido, lo que provocó que varios episodios de varios títulos de la plataforma, incluidos tres episodios de la segunda temporada de Arcane, se filtraran en línea. Algunos medios de comunicación han descrito las filtraciones como "la peor filtración de anime de todos los tiempos". Más tarde se informó que Iyuno era la fuente de la brecha de seguridad. Netflix emitió posteriormente un comunicado en el que afirmaba que tomaría medidas contra los responsables de las filtraciones. El 21 de noviembre, el Tribunal de Distrito de los Estados Unidos para el Distrito Norte de California emitió una citación judicial en la que ordenaba a Discord que proporcionara información sobre el usuario que se atribuía la responsabilidad de las filtraciones.

### Banda sonora
El 20 de noviembre de 2021, todas las canciones de la primera temporada se lazaron a través de Amazon Music. La serie tuvo un tema de apertura diferente en China, titulado "孤勇者 (Guerrero Solitario)" e interpretado por Eason Chan. La banda sonora de la segunda temporada se lanzó el 23 de noviembre de 2024.

## Recepción

### Recepción crítica
Pocos días después de su estreno, la serie se convirtió en el producto más popular de Netflix, superando a la sur-coreana El juego del calamar que había batido todos los récords un mes atrás. Debido a los diferentes temas que aborda como el crimen organizado, el consumo de drogas, la corrupción o la desigualdad social, la serie atrajo tanto a jugadores del videojuego en el que se basa para construir su contexto, como a público ajeno a este ámbito. Gracias a su marcado estilo y su compleja trama, este causó muy buena impresión tanto al público como a la crítica. A ello se debe que la serie se haya convertido en uno de los productos mejor valorados en webs como IMDb, alcanzando una nota de 9, lo cual la coloca en la cima de las series producidas por Netflix, al nivel de otras obras como Breaking Bad o Prison Break.
Escribiendo para IGN, Rafael Motamayor calificó la primera temporada de Arcane como un "clásico en ciernes, y el clavo en el ataúd de la llamada maldición de los videojuegos". Señaló que el programa funcionó para los fanáticos de League of Legends y los recién llegados, y dijo que "las historias de los personajes son las que te mantienen involucrado episodio tras episodio; la tradición es solo la guinda del pastel". También elogió al elenco de voces, destacando las actuaciones de Leung, Purnell, Aghdashloo y Steinfeld, llamando a esta última actuación la más destacada del programa. Elogiando la animación, Motamayor la llamó "la pieza de animación más impresionante desde Spider-Man: un nuevo universo y la comparó con Invencible en términos de estructura de episodios. Concluyó diciendo que Arcane "asesta un golpe mortal a la idea de que los videojuegos no se pueden adaptar de manera magistral... con personajes atractivos, una historia entrañable y una tradición y construcción de mundos fascinantes, así como imágenes impactantes", calificándolo de "una vez obra maestra de una generación" y dándole una calificación de 10 sobre 10.

### Premios
Ganando los 9 premios a los que fue nominada en los XLX Premios Annie celebrados el 12 de marzo de 2022, así como el premio Emmy a la mejor serie animada, entre otros, 'Arcane' se convirtió en la primera serie de streaming basada en un videojuego, y a su vez, la primera adaptación de un videojuego, en obtener ambos premios a la vez. Logró posicionarse como la primera serie de streaming en obtener la mayor cantidad de premios de las mismas nominaciones en un mismo año, además de ser la primera serie de Netflix en conseguir un Emmy. Además, ganó la categoría recién inaugurada ese año en The Game Awards 2022 de Mejor Adaptación.
| Año  | Premio                                                | Categoría                                                                                       | Receptor(es) | Resultado | Ref.   |
| ---- | ----------------------------------------------------- | ----------------------------------------------------------------------------------------------- | --- | --------- | ------ |
| 2021 | Premios Annie                                         | Mejor producción televisiva animada para el público general                                     | "Cuando estas paredes se derrumben" | Ganador   | [ 45 ] |
| 2021 | Premios Annie                                         | Logro destacado por efectos animados en una producción animada de televisión/transmisión        | Guillaume Degroote, Aurélien Ressencourt, Martin Touzé, Frédéric Macé, Jérôme Dupré (por "Agua y aceite") | Ganador   | [ 45 ] |
| 2021 | Premios Annie                                         | Logro destacado por efectos animados en una producción animada de televisión/transmisión        | Léa Chervet (por "El monstruo que creaste") | Ganador   | [ 45 ] |
| 2021 | Premios Annie                                         | Logro destacado por el diseño de personajes en una producción animada de televisión/transmisión | Evan Monteiro (por "Algunos misterios están mejor sin resolver") | Ganador   | [ 45 ] |
| 2021 | Premios Annie                                         | Logro destacado por la dirección de una producción animada de televisión/transmisión            | Pascal Charrue, Arnaud Delord, Barthelemy Maunoury (por "El monstruo que creaste") | Ganador   | [ 45 ] |
| 2021 | Premios Annie                                         | Logro destacado por diseño de producción en una producción animada de televisión/transmisión    | Julien Georgel, Aymeric Kevin, Arnaud Baudry (por "¡Feliz Día del Progreso!") | Ganador   | [ 45 ] |
| 2021 | Premios Annie                                         | Logro destacado por guion gráfico en una producción animada de televisión/transmisión           | Simon Andriveau (por "Cuando estas paredes se derrumben") | Ganador   | [ 45 ] |
| 2021 | Premios Annie                                         | Logro destacado por actuación de voz en una producción animada de televisión/transmisión        | Ella Purnell (por "Cuando estas paredes se derrumben") | Ganador   | [ 45 ] |
| 2021 | Premios Annie                                         | Logro destacado por el guion de una producción animada de televisión/transmisión                | Christian Linke, Alex Yee (por "El monstruo que creaste") | Ganador   | [ 45 ] |
| 2021 | Golden Reel Awards                                    | Logro destacado en edición de sonido - animación no teatral                                     | Brad Beaumont, Eliot Connors, Alexander Temple, Shannon Beaumont, Alexander Ephraim, Dan O' Connell, John Cucci, Alex Seaver (por "Cuando estas paredes se derrumben")                                                                                       | Ganador   | [ 47 ] |
| 2022 | Festival Internacional de Cine de Animación de Annecy | Cristal a la mejor producción para TV                                                           | "Cuando estas paredes se derrumben" | Nominado  | [ 48 ] |
| 2022 | Premios Primetime Emmy                                | Mejor producción de animación                                                                   | Christian Linke, Marc Merrill, Brandon Beck, Jane Chung, Thomas Vu, Jerôme Combe, Melinda Wunsch Dilger, Pascal Charrue, Arnaud Delord, Alex Yee, Ash Brannon, Conor Sheehy, Barthelemy Maunoury, and David Lyerly (por "Cuando estas paredes se derrumben") | Ganador   | [ 49 ] |
| 2022 | Premios Primetime Emmy                                | Gran logro individual en el campo de la animación                                               | Bruno Couchinho (diseñador de escenario) (por "Cuando estas paredes se derrumben") | Ganador   | [ 49 ] |
| 2022 | Premios Primetime Emmy                                | Gran logro individual en el campo de la animación                                               | Julien Georgel (dirección de arte) (por "Feliz Día del Progreso") | Ganador   | [ 49 ] |
| 2022 | Premios Primetime Emmy                                | Gran logro individual en el campo de la animación                                               | Anne-Laure To (artista de guion de color) (por "El pequeño salvador") | Ganador   | [ 49 ] |
| 2022 | Premios Primetime Emmy                                | Mejor edición de sonido en una comedia o drama, y animación                                     | Brad Beaumont, Eliot Connors, Shannon Beaumon, Alex Ephraim, Alexander Temple, Alex Seaver, Dan O'Connel y John Cucci (por "Cuando estas paredes se derrumben")                                                                                              | Nominado  | [ 49 ] |